# 拉戈 (阿肯色州)
拉戈（英語：Rago）是位於美國阿肯色州本頓縣的一個非建制地區。該地的面積和人口皆未知。

## 地理
拉戈的座標為36°27′02″N 94°11′46″W / 36.45056°N 94.19611°W，而該地的平均海拔高度為380米（即1250英尺）。